# Integrovaná marketingová komunikace
Integrovaná marketingová komunikace (IMK) je souhrn všech typů marketingové komunikace provozované danou společností.

## Další možné definice
Existuje velké množství různých definic integrované marketingové komunikace. Každá z nich podtrhuje její přínosy a různé organizační důsledky. Obecně můžeme říct, že jde o „nový způsob pohledu na celek, z něhož jsme viděli pouze část, jako je reklama, public relations, podpora prodeje, nákup, komunikace atd. a to takovým způsobem, jak vše dohromady vnímá zákazník – jako tok informací z jednoho zdroje“.
Americká asociace reklamních agentur používá následující definici IMK: „Je to koncepce plánování marketingové komunikace, která respektuje novou hodnotu, jež vzniká díky ucelenému plánu, který je založený na poznání strategických rolí různých komunikačních disciplín, jako je obecná reklama, přímý kontakt, podpora prodeje a public relations. Kombinuje je s cílem vyvolat maximální, zřetelný a konzistentní dopad.“
Jestliže tedy definujeme IMK jako komunikaci přijímanou z pohledu zákazníka, můžeme říct, že jde o komunikaci, kde jsou zákazníkovi nabízeny zdroje, informace, nástroje a média takovým způsobem, který je pro něj hodnotný a dává mu dobře a rychle porozumět jeho sdělení. Můžeme říct, že jestli je zákazník oslovován nekonzistentně, je zmatený a je nepravděpodobné, že přijde k provedení nákupu. 
Integrovaná komunikace je integrace dříve oddělených a specializovaných komunikačních činností do jednoho organizačního systému, který umožňuje předávat konzistentní soubor sdělení všem cílovým skupinám. Integrovaný marketing a firemní komunikace ovládají každý bod ve vztazích mezi zákazníkem a dalšími cílovými skupinami, produktem nebo firmou.

## Bariéry integrované marketingové komunikace
Mezi důvody pro integrovanou marketingovou komunikaci patří důvody jako ztráta důvěry v masovou reklamu, potřeba zvýšení efektivity vynaložených nákladů, komplexnější rozhodovací místa, potřeba budování loajálních zákazníků či vývoj v technologie.
Je potřeba si uvědomit, že integrovaná marketingová komunikace je vyvolávaná hlavně potřebou změny realizace strategie řízení vztahů se zákazníky. Bariéry vzniku integrované marketingové komunikace z velké části pramení v neochotě samotné společnosti na její tvorbě. Integrovaná marketingová komunikace se neslučuje se silně hierarchickými strukturami v podniku a tradičním řízením značky, tak jako to je v současnosti zažité. V minulosti byly různé nástroje komunikačního mixu spravované různými firemními útvary. Pro použití IMK v podniku je nutné tyto struktury sjednotit do jednoho útvaru. Taková změna není jen prudká, ale také často velmi nepopulární.
Navzdory velkým možným přínosům existuje také velké množství bariér realizace IMK, mezi které například patří:
- Nadměrná a neadekvátní komunikace vedoucí k informačnímu zahlcení.
- Nesprávné kódování nebo dekódování sdělení vedoucí k nesprávné interpretaci sdělení – nedostatečná interní komunikace a volba nevhodného komunikačního média.
- Selhání zpětné vazby.
- Rozdíly v postavení – pečlivěji se naslouchá nadřízeným než liniovým spolupracovníkům.
- Konflikty mezi jednotlivci.
- Nekomplexnost plánovaní a koordinace.

Velký problém také sehrává konkurence a egoismus manažerů, kteří se obávají ztráty své pozice.
Proces integrované marketingové komunikace obvykle začíná s integrovaným marketingovým plánem, který popisuje marketing, reklamu a nástroje prodeje, které se budou používat. Tohle jsou propagační nástroje, které zahrnují vše od optimalizace pro vyhledávače SEO až po reklamní bannery.

## Výhody integrované marketingové komunikace
Hlavní výhoda integrované marketingové komunikace je jasná a efektivní možnost komunikace značky přes několik různých komunikačních kanálů. IMK je také nákladově efektivnější než hromadná média.